# Kiedrowski

Herb Kiedrowski I

Herb Kiedrowski Ia

Herb Kiedrowski Ib

Herb Kiedrowski Ic

Herb Kiedrowski IV

Herb Kiedrowski V

Kiedrowski (Lew-Kiedrowski, Loewe-Kiedrowski, Lew odmienny) – kaszubski herb szlachecki, według Przemysława Pragerta odmiana herbu Lew.

## Opis herbu
Herb znany przynajmniej w trzech wariantach. Opisy z wykorzystaniem klasycznych zasad blazonowania:
Kiedrowski I (Lew-Kiedrowski, Loewe-Kiedrowski, Lew odmienny): Na tarczy dzielonej w krzyż w polach I i III, błękitnych, trzy gwiazdy złote 2 i 1, w polach II i IV, srebrnych, trzy róże czerwone, 2 i 1. Klejnot: nad hełmem w koronie pół lwa bez ogona, złotego, w koronie, trzymającego obiema łapami strzałę czerwoną z błękitnym żeleźcem i upierzeniem złotym. Labry z prawej błękitne, podbite złotem, z lewej czerwone, podbite srebrem.
Kiedrowski Ia (Lew-Kiedrowski, Lew odmienny): Na tarczy dzielonej w krzyż w polach I i III, błękitnych, trzy gwiazdy siedmiopromienne, złote 1 i 2, w polach II i IV, czerwonych, trzy róże naturalne, srebrne, 1 i 2. Klejnot: nad hełmem bez korony pół lwa złotego bez ogona, trzymającego obiema łapami strzałę srebrną. Labry z prawej błękitne, podbite złotem, z lewej czerwone, podbite srebrem.
Kiedrowski Ib (Lew-Kiedrowski, Loewe-Kiedrowski, Lew odmienny): W polu srebrnym z prawej strony tarczy mniejsza tarcza dzielona w krzyż, nakryta koroną o pięciu pałkach, na niej w polach I i III, błękitnych, trzy gwiazdy złote, 2 i 1, w polach II i IV, trzy róże naturalne, srebrne, 1 i 2; z lewej strony lew wspięty, naturalnej barwy, z głową do tyłu, trzymający w obu łapach strzałę. Klejnot: nad hełmem bez korony pół lwa naturalnego, bez ogona, trzymającego obiema łapami strzałę srebrną. Labry czarne podbite srebrem. Pod tarczą wstęga z dewizą Fortis et fidelis (Silny i wierny).
Kiedrowski Ic (Lew-Kiedrowski, Lew odmienny): Na tarczy dzielonej w krzyż w polach I i III trzy gwiazdy (1 i 2), w polach II i IV trzy róże (1 i 2). Klejnot: nad hełmem w koronie pół lwa wspiętego trzymającego w łapie szablę wzniesioną do cięcia. Labry. Barwy nieznane.
Kiedrowski V (Lew-Kiedrowski, Lew odmienny): W polu lew wspięty stojący na skale, ponad nim korona baronowska. Brak hełmu, klejnotu, korony i labrów.

## Najwcześniejsze wzmianki
Wariant podstawowy wymieniany w herbarzach Żernickiego (Der polnische Adel, Die polnischen Stamwappen), Bonieckiego (Herbarz polski jako Kojtala). Zarówno ten wariant herbu, jak i pozostałe znane są z prywatnych materiałów rodziny Kiedrowskich. Przemysław Pragert przypuszcza, że początek wariantom Ia i I dał wariant Ib, łączący na tarczy herby Lew V lub Lew III Kiedrowskich z herbem jakiejś skoligaconej rodziny (nie do końca zgodnie z zasadami heraldyki). Warianty Ia i I mają być poprawniejszymi heraldycznie stylizacjami tego herbu. Wariant Ib, opisany jako Signum de Loewe-Kiedrowski in bonis villae Kiedrau Palatinatus Pomeranensis, został w początku lat dwudziestych wieku XX przywieziony przez emigrujących Kiedrowskich do USA. Wariant Ic pochodzi z materiałów dotyczących rodziny Lew-Kiedrowskich z Kiedrowic z 1803 roku. Wariant V znany jest z nagrobka Tadeusza Kiedrowskiego (1866-1913).

## Rodzina Kiedrowskich
Kiedrowscy to drobna szlachta kaszubska ze wsi Kiedrowice. Pierwsza wzmianka o rodzinie z 1570 (Świętek i Łukasz Kiedrowscy), kolejne z 1662 (sześciu Kiedrowskich), 1696 (Jan Kiedrowski, Marianna Kiedrowska, Kazimierz Kiedrowski, Krzysztof Kiedrowski), 1703 (Kazimierz Kiedrowski). Rodzina w XVIII wieku oprócz działów w gnieździe, posiadała też części we wsiach: Mściszewice, Podjazy, Lipnica, Prądzona, Półczno, Rekowo, Studzienice. W rodzinie funkcjonowało wiele przydomków: Kojtała (Chojtalek, Kajtała), Lew (Loewe, Lewi), Maciej, Okaty, Orlik, Paszk (Pask), Orlik, Reszka, Retka, Staszylwów, Żołtk. Do czasów współczesnych przetrwał przydomek Lew. Z rodziny Lew-Kiedrowskich wywodzili się Augustyn (1873-1939) oraz Leon (1873-1917) Lew-Kiedrowscy, działacze społeczni i ich bratankowie Władysław (1900-1939), filomata, zamordowany w 1939 w Piaśnicy, oraz Stanisław (1899-1975), przedsiębiorca. Synami Władysława są Jerzy (ur. 1934), współtwórca wielu kaszubskich i pomorskich instytucji, i Wojciech (1937-2011), twórca i wieloletni redaktor naczelny Pomeranii. Syn Stanisława, Jan (1938-2007), znacząco przyczynił się do rozwoju telekomunikacji na Kaszubach i Pomorzu. Ks. Witold Lew Kiedrowski (ur. 1912),  polski duchowny katolicki, protonotariusz apostolski, weteran II wojny światowej, kapelan, działacz polonijny i kombatancki we Francji, generał brygady Wojska Polskiego, kawaler Legii Honorowej.

## Herbowni
Kiedrowski. Rodzina używała licznych przydomków: Kojtała (Chojtalek, Kajtała), Lew (Loewe, Lewi), Maciej, Okaty, Orlik, Paszk (Pask), Orlik, Reszka, Retka, Staszylwów, Żołtk. Herby zawierające motyw lwa przysługują według Pragerta rodzinie z przydomkiem Lew. Żernicki napisał, że wariantu I używali też Kojtałowie.
Kaszubscy Kiedrowscy znani są z licznymi innymi herbami. Przemysław Pragert uważa, że Lew-Kiedrowscy pierwotnie używali herbów z samym lewem: Lew V, Lew III lub Lew z Tarczą. Przedstawiciel rodziny użył w 1772 pieczęci z Ostoją. Przedstawiciel gałęzi osiadłej w Królestwie Polskim wylegitymował się w 1838 z herbem Sas. Podobnego do Sasa herbu (Kiedrowski II) używali też Kiedrowscy osiadli w XVIII-XIX wieku w ziemi bytowskiej. Józef Lew-Kiedrowski, żyjący na przełomie XVIII i XIX wieku użył natomiast pieczęci z herbem Kiedrowski III. Martin von Kiedrowski zarejestrował w Niemczech 30 grudnia 1993 roku herb określany przez Pragerta jako Kiedrowski IV. Herb ten przedstawia na tarczy dwudzielnej w słup głowę bawolą także w słup z prawej srebrną w polu czarnym, z lewej czarną w polu srebrnym z rogami złotymi, po bokach mającymi gwiazdę złotą z prawej, czerwoną z lewej, z różą czerwoną w środku. W klejnocie, bez korony, dwa rogi bawole złote z różą czerwoną w środku, na zewnątrz rogów po trzy gwiazdy czerwone w słup. Labry czarne, podbite srebrem. Herb ten zrywa całkiem z symboliką wszystkich historycznych herbów Kiedrowskich.